# Brandstoftoeslag
Brandstoftoeslag is een toeslag die door vervoerders, waaronder luchtvaartmaatschappijen en busmaatschappijen aan de consument wordt doorberekend ter compensatie van de stijgende brandstofprijzen. Bij geboekte reizen wordt dit meestal via de touroperator verrekend. 
Eenzelfde soort toeslag wordt ook berekend door vrachtvervoerders aan hun opdrachtgevers (verladers) wanneer de brandstofprijzen een bepaald bedrag of percentage afwijken van de prijs die gold bij het vaststellen van de tarieven.